# إيدي شافر
إيدي شافر (بالإنجليزية: Eddy Shaver)‏ هو عازف قيثارة وموسيقي أمريكي، ولد في 20 يونيو 1962 في واكو في الولايات المتحدة، وتوفي في 31 ديسمبر 2000.

## وصلات خارجية
- إيدي شافر على موقع IMDb (الإنجليزية)
- إيدي شافر على موقع ميوزك برينز (الإنجليزية)
- إيدي شافر على موقع ديسكوغز (الإنجليزية)